# 湾岸ミッドナイト MAXIMUM TUNE 3
『湾岸ミッドナイト MAXIMUM TUNE 3/3DX/3DX PLUS』（わんがんミッドナイト マキシマムチューンスリー/スリー デラックス/スリーデラックス プラス）とは、バンダイナムコゲームスのアーケードゲーム部門（現：バンダイナムコアミューズメント）より稼働されたアーケードレースゲーム。楠みちはる氏原作の漫画『湾岸ミッドナイト』を題材としたアーケードレースゲームの5・6・7作目で、湾岸ミッドナイト MAXIMUM TUNEシリーズの第3・4・5作目にあたる。
各バージョンの修理サポートは、部品調達難に伴い、2017年8月以降順次終了することが発表された。

## 3のゲーム概要
- 2007年7月18日に稼働。前作からさらにバージョンアップし、新たに「分身対戦モード」と、新コース「首都高速湾岸線・横羽線」と、「阪神高速環状」が追加され、車種も新たに7種類とアザーカー1種類が新たに追加された（登場車種欄参照）。湾岸線及び横羽線は「湾岸ミッドナイト」（及びR）では収録されていたため、復活と見ることもできる。それに伴いコース上に料金所が登場するようになった。その他、BGMが全て一新されている（BGM欄参照）。なお、全コースを走る「首都高一周」は、首都高が神奈川エリアまで延びたため、東京エリアと神奈川エリアの2種類になった。また、筐体は前作から変更は無いが、前作まで使用されていたChihiro基板が製造中止になっていたため、内部のシステム基板は新たに製作された「System N2」となり、磁気カードも縦形印字になり容量も従来の3倍となった。前作まで使用されていたChihiroの本体は、メーカー（セガ）へ返却する形となった。また、インターネットランキングは9月5日に開始されたが、ホームページ上でのゲームの詳細などは、稼動より大幅に遅れ、11月に公開されている。

| エリア           | コース名           | スタートランプ（又は地点）[注 3] |
| ---------------- | ------------------ | -------------------------------- |
| C1               | C1内回り           | 汐留ランプ                       |
| C1               | C1内回り           | 神田橋ランプ                     |
| C1               | C1外回り           |                                  |
| C1               | 芝公園ランプ       |                                  |
| 新環状           | 新環状左周り       | 有明ランプ                       |
| 新環状           | 新環状右周り       | 木場ランプ                       |
| 湾岸線           | 湾岸線東行き       | 大黒ふ頭ランプ                   |
| 湾岸線           | 湾岸線東行き       | 空港中央ランプ                   |
| 湾岸線           | 湾岸線西行き       |                                  |
| 湾岸線           | 13号地ランプ[注 4] |                                  |
| 横羽線           | 横羽線上り         | 汐入ランプ                       |
| 横羽線           | 横羽線上り         | 羽田ランプ                       |
| 横羽線           | 横羽線下り         |                                  |
| 横羽線           | 芝浦ランプ         |                                  |
| 大阪             | 阪神高速環状       | 道頓堀ランプ                     |
| 箱根             | 箱根               | 往路                             |
| 箱根             | 箱根               | 復路                             |
| 首都高一周[注 5] | 東京エリア         |                                  |
| 首都高一周[注 5] | 神奈川エリア       |                                  |
- 前作から引き継いだコースにも改良が加えられた。

- 車線規制のシステムが撤廃された。
- 箱根はゴールが折り返し地点を回り、少し戻った所に変更になった。コース脇の木や植物が増えた。
- 湾岸線の有明付近には建設中の晴海線が反映されている。
- 台場線の芝浦PAを通行できなくなった。

ストーリーモード
従来の最大815馬力から、最大820馬力になった。また、ゲーム内容もジャンクションなどからライバルが合流したり、後方から追いかけてきたり、逆に特定の場所でエンジンブローやスピンをして離脱する、一部でスタンディングスタートが導入されるなどと、さまざまな仕掛けがある。原作の名場面を多く再現しているため、原作を読んでおくとより楽しめる。また、ストーリーモードの順番はほぼ原作に準拠しており、ライバル役の登場の順序は原作通りである。なお、従来同様にストーリーにてチューニングとなる。40話クリアで前作と同様800馬力、50話クリアで810馬力、60話クリアで815馬力、80話クリアで820馬力にチューンされる。前作と異なり、今作は41話以降もチューニングゲージを貯めてチューニングを行い、有敗でも80話クリアで最大820馬力になる（41話以降は負けた場合はチューニングゲージは貯まらない）。作品発表当初は、全100話とアナウンスされていたが結局全80話となった（100話になったのは3DXから）。なお、収録されているのはマコト編までである。ユウジ編は車種の問題（ホンダ車）があることと、荻島編はまだストーリーの途中(「3」の稼動開始時)であることが原因となったと予測される。
前作とは異なり、一周目を有敗で終了しても二周目以降で全80話を無敗でクリアすれば「無敗」となる。また、一度「無敗」になれば、その後の周で敗北しても、「無敗」のままである。ただし今作で無敗を作っても、湾岸ミッドナイトRのBGM以外の特典は無い。

- 第1話 - 第5話 「悪魔のZ 復活 －前編－」(初級)
- 第6話 - 第10話 「悪魔のZ 復活 －後編－」(中級)

原作初期のストーリーがモチーフとなっており、登場するキャラのイラストが、初期タッチになっている。
ストーリー1周目の場合、5話ずつの進行となる(例えば、第5話未クリアの状態で第6話以降はプレイできない。)。また、ストーリーの周回数に関わらず、第5、10、15話は、前の4話を全てクリアしないとプレイできない。また、20話のみ前の19話全てをクリアしないとプレイできない。
なお、各キャラクターの詳細については、湾岸ミッドナイト#登場人物・公式サイトなどを参照のこと。
- 第11話 - 第15話 「とびきりのGT-R編」(上級)

R32型GT-Rを操り、「あと1km/h、もう1km/h」にこだわる平本洸一とその周りの人たちが中心のエピソード。
- 第16話 - 第20話 「赤坂ストレート編」(超上級)

かつて、車ブローカーを生業としていたマサキが、悪魔のZやブラックバードと出会い、RGOのデモカーのFD3Sで一夜限りの赤坂ストレート決戦に挑むエピソード。
- 第21話 - 第25話 「モンスターマシン編 －前編－」
- 第26話 - 第30話 「モンスターマシン編 －後編－」

銀色のJZA80型スープラを駆り、かつて首都高トップと称された相沢圭一郎(通称・ケイ)が、アキオと出会って以降、更なる上の上がいたことで、スープラを更なるモンスターマシンに仕上げていくエピソード。
21話以降は、1話ずつの進行となる。
- 第31話 - 第35話 「R200CLUB編 －前編－」
- 第36話 - 第40話 「R200CLUB編 －後編－」

R33型GT-Rを操る、黒木をはじめ、200マイル(320km/h)をマークしたチーム・R200CLUBの元木、三木、園田、帝塚を中心としたエピソード。
- 第41話 - 第45話 「阪神高速環状編 －前編－」
- 第46話 - 第50話 「阪神高速環状編 －後編－」

大阪の阪神高速を制覇していたエボV(CP9A)を操る、神谷エイジとその異母の弟のマキ(車はエボVI)が、島たちと出会い、東京へ行きRGOでチューンしたランエボでZや、ブラックバードに挑戦していくエピソード。
- 第51話 - 第55話 「幻のFC編 －前編－」
- 第56話 - 第60話 「幻のFC編 －後編－」

自動車評論家の城島洸一がレイナから悪魔のZのことを聞き、どんなマシンよりもFCにこだわり「伝説のプライベーター・林」がチューンしたFCで悪魔のZやブラックバードに挑戦していく。さらに、御殿場をホームコースとしていたオキが、アキオと出会いFCと同じく林がチューンしたFDで悪魔のZに挑んでいくエピソード。
- 第61話 - 第65話 「ガレージACE編 －前編－」
- 第66話 - 第70話 「ガレージACE編 －後編－」

インテグラを操り、かつて「Rキラー」呼ばれた友也が、後藤 元に、本物のチューンドRを思い知らされ、悪魔のZやブラックバードと出会い、挑戦するものの、後藤がすべてを注ぎこませた「走る宝石」のR34を大破させるが、アキオと共に元々部品取り用だったR32を、最高のマシンに再び作り上げていくエピソード。
- 第71話 - 第75話 「幻のF1タービン編 －前編－」
- 第76話 - 第80話 「幻のF1タービン編 －後編－」

レイナに憧れ、インプレッサ(GC8)を操るマコトが、「求めているクルマでは無い」と思いつつもインプレッサを手放し、Z32型フェアレディZで、レイナのような走りを求めていくエピソード。
乱入対戦モード
前作同様に最大4人対戦となるが、筐体価格が一般的なビデオゲームに比べ高額なため、4台ある店舗は全国的に少ない。このモードは勝利すればクレジットが減らないため、極論すれば最初のプレイ料金のみで永遠に対戦し続けることも可能だが、対戦相手が常に存在することが当然のごとく必要であり、店舗そのものが閑古鳥の状態であれば不可能である。また、筐体台数が多い方が、ランクアップに必要な撃墜星が増えやすい。撃墜星2000以下のプレイヤーの場合、2台対戦だと勝利すれば1個増えるが、4台対戦だと勝利すれば3個、2位でも2個、3位でも1個増えるため、わざわざ筐体台数の多い激戦地区に出張するプレイヤーも存在する。コースは、プレイヤー次第でコースが決まる、「自由分岐システム」を採用。トップのプレイヤーが、分岐地点を通ることによって道が決定され、毎回ゴール地点が変化する。つまり、1位のプレイヤーの判断でコースを作っていくこととなる。まず、前作同様に、各プレイヤーが、多数決により対戦コース・スタートするランプ（箱根は往路or復路）・時間帯を決定し、BGMは、最初に乱入されたプレイヤーが選択する。スタートからゴール地点までの距離は参加人数によって変動する（箱根を除く）。しかし、3人・4人対戦になると、前作に比べてロードする時間が長くなっている。各プレイヤーはゴール地点を予測してセッティングを行う必要がある。また、初対戦同士が対戦した時は対戦が終了後に分身対戦モード用のデータが自動的にそれぞれ追加される。ただし、前作で筐体設定によってはプレイできた「首都高一周」と「箱根往復」は、対戦だと選択できなくなった。また、オンライン対戦はなく、メーカーによると同ジャンルである「頭文字D ARCADE STAGE」シリーズとは別路線で行くとのこと。
分身対戦モード
上記の対戦モードとは異なり、その店舗の筐体で、いつでも他プレイヤーの分身を呼び出し、リアル対戦さながらの対戦ができる。そのため、道場破りを行なう一部の上級プレイヤーも存在する。もちろん、分身はゴーストではなく実体になるため、ぶつけたりすることも可能。また、その筐体では、1人1人のデータ（癖など）を記憶しているため、実際に対戦しているような感覚が味わえる。しかし、ただ単に癖と言っても、ビデオを録画・再生するように、AのカードでBカードのデータと対戦時にAのカードは、他プレイヤー用に記録（ビデオで言う録画）し、Cのカードで、Aカードのデータと対戦、（Aのカードは再生、Cのカードはさらに他プレイヤー用に録画）の仕組みになっているため、プレイ中に車の動きがおかしくなったり、何も障害物が無いのに減速したりする場合もある。これをなるべく避けるためか、LANで接続された筐体のいずれかで、同時に他の人が分身対戦に挑戦しているエリア、もしくは、王冠を所持している最強プレイヤーには挑戦できない。また、データの動き・走行ラインは絶対のため、上級プレイヤーがベストラインを走行したりすると、ミスが多発するなどして、なかなか勝てないという難易度もある。自分の分身が登録されている〔同一エリア〕を分身対戦もしくは乱入対戦で再び走ると、クラスの上下にかかわらず分身のデータは上書きされ、各エリア別に最新のデータ1つだけが残る。なお、対戦成績や記録などもカードに記録される（ステータス画面で確認可能）。また、成績に応じてマイカーを自分好みのスタイルにドレスアップさせることも可能で、自分のレベル以上でプレイしてストーリーモードのチューニングと同様に一定のゲージが満タンになると1箇所だけドレスアップできる。なお、装着箇所はあらかじめ決まっている。また、対戦相手も「レベル別」、「対戦履歴リスト」、「リベンジしたい相手（自分の分身が他プレイヤーに敗れた時に選択可）」、「カードネームから検索」から指定が可能。また、その筐体の最速プレイヤーを倒すと、各コースに1個しかない「王冠」がGETできる。つまり、自分が王冠を手に入れた後に、他プレイヤーが自分の分身を倒したらその王冠は剥奪され、基本的に争奪戦となっている。最強プレイヤーはデモ画面に表示される。一つの店舗では2000台分の分身データが記憶可能（LANで接続された筐体4台までの間では分身データは共有されるが、1台にカード詰まりなどエラーが発生すると1度、全台同時に再起動させないと単体では、ゲームが起動しないという複雑なシステムになっているが、8月7日の修正ROMで、他台のイメージデータが取得できなかった場合でもビューチェンジボタンでスキップできるようになったが、同時起動に比べたら4〜5分ほど起動までに時間がかかる。ただし、分身データには変化は無く他の台がデモ中にデータを取得・共有する。）。
10人抜きモード
基本的に「2」と変わらないが、各コースで全レベルをS評価でクリアすると、「？」が、追加され、全キャラと対戦できる31人抜きが出現する。ただし、一部2回出現するキャラもある。
タイムアタックモード
発表当初は最速タイムのゴーストが出現するようにアナウンスされていたが、実際には搭載されなかった。また、カード使用時にこれまではスペシャルマシンとして悪魔のZ・レイナGT-R・ブラックバードが選択可能だったが、今作ではオフィシャルマシンとして820馬力（+3ゲージ）のナムコカラーのマシン（車種はカードの車種と同一）が選択できる様になった代わりに前述の3台は選択不可になった。

### 前作からの引き継ぎ
前作のカードを引き継ぎを行うと、カードネーム・使用車種（ホイールとエアロパーツはノーマル状態）・総走行距離・2までの撃墜数が、引き継がれ、タイムアタックの記録は引き継がれない。ただし、前作で80話クリア済みのカードは、2周目からスタートとなり、BGMも『MAXIMUM TUNE 1･2』が追加される（MAXIMUM TUNE 2にて、サントラ特典カード専用曲である「Holy Land Anthem」が選択できなかった通常カードからの引き継ぎでも、先述の曲が追加される）。
さらに、無敗のカードは、特典として『湾岸ミッドナイト・湾岸ミッドナイトR』のBGMと、レース用メーターが追加される（これらは、ステータス画面で、BGMの変更、メーターの切り替えが可能。）。また、称号は、有敗もしくはストーリー未クリアのカードは、全車『湾岸の新人』となり、無敗のカードは、一部車種を除き、全車『首都高無敗』（一部車種のみ固有無敗称号）となる。ランクは前作のクリア状況により異なる。
チューニング状況は前作で800馬力（40話クリア）までの場合はそのまま引き継がれ、40話〜49話クリアの場合は800馬力、50話〜59話クリアの場合は810馬力（+1ゲージ）、60話〜79話クリアの場合は815馬力（+2ゲージ）、80話をクリアしている場合は820馬力（+3ゲージ）となる。
また、アザーカーの「COROLLA」・「HIACE」と、「CELSIOR」は、引き継ぎ時に車体カラー変更が可能で（と書いてあるが、実際は、強制的に変更させられる。）、「1」で登場した紫のセルシオ（「ガッちゃんパープル」、後に3DX PLUSでも廃車カード作成時に選択可能）や、アザーカーの通常カラーが選択可能（従来の黄色のナムコカラーへは変更不可だが、「分身対戦モード」で溜まる、ドレスアップポイントでステップ30あたりまで進めると、再選択できる）。
「1」から直接引き継ぎはできず、一旦「2」で引き継ぐ必要がある。

## 3DXのゲーム概要
- 2008年12月16日に稼働された『3』バージョンアップ版。新コースとして、「名古屋高速環状」を追加し、新車種として4車種＋隠しが追加された（登場車種欄参照）。また、馬力も最大825馬力にUPし、演出面も強化され、「タイムアタックランキング」以外に、「マキシコインランキング」、「撃墜星ランキング」を追加された他、BGMも追加されている。また、稼動直後に、とある方法でカードを複製できてしまうプログラムミスが発覚し、プログラム修正のため2009年1月15日より順次「Ver.B」が、同年4月より「Ver.C」がそれぞれリリースされた。「B」は、ゲーム面での変更点は特に無いものの、「C」では、分身対戦モードのシステムが一部変更された。適用後は、タイトル画面のナムコのマーク下に「Ver.B」、「Ver.C」が付いた。

| エリア           | コース名         | スタートランプ（又は地点） |
| ---------------- | ---------------- | -------------------------- |
| C1               | C1内回り         | 汐留ランプ                 |
| C1               | C1内回り         | 神田橋ランプ               |
| C1               | C1外回り         |                            |
| C1               | 芝公園ランプ     |                            |
| 新環状           | 新環状左周り     | 有明ランプ                 |
| 新環状           | 新環状右周り     | 木場ランプ                 |
| 湾岸線           | 湾岸線東行き     | 大黒ふ頭ランプ             |
| 湾岸線           | 湾岸線東行き     | 空港中央ランプ             |
| 湾岸線           | 湾岸線西行き     |                            |
| 湾岸線           | 臨海副都心ランプ |                            |
| 横羽線           | 横羽線上り       | 汐入ランプ                 |
| 横羽線           | 横羽線上り       | 羽田ランプ                 |
| 横羽線           | 横羽線下り       |                            |
| 横羽線           | 芝浦ランプ       |                            |
| 名古屋           | 名古屋高速環状   | 丸の内ランプ               |
| 大阪             | 阪神高速環状     | 道頓堀ランプ               |
| 箱根             | 箱根             | 往路                       |
| 箱根             | 箱根             | 復路                       |
| 首都高一周[注 5] | 東京エリア       |                            |
| 首都高一周[注 5] | 神奈川エリア     |                            |
ストーリー
ストーリーモードは、前作のリリース時連載途中だった「FDマスター編」の他、車種の問題（イシダはフェラーリ車、ユウジはホンダ車）により前作まで描かれていなかった「イシダ編」、「地上のゼロ戦」の20話を追加した全100話になった。ストーリー用の連勝数がカウントされるようになり、2周目以降では話数も1〜100話にならず、現在のトータルの話数が表示されるようになった（カードには周回数は印字されないが、スタート時のステータス画面で確認可能）。なお、前作からの1〜80話は、一部の話で若干変更され、2周目以降限定で最初の101〜110話が新作の「チューナー編」に変更されている（なお、1周目の1〜10話は2周目以降は登場しない）。なお、100話以上無敗達成すると、スピードメーター、タコメーター、ブーストメーターがダーツ風の一体型になった「スペシャルメーター」が手に入る。

- 第1話〜第80話までは3と同じ
- 第81話 - 第85話 「イシダ編」

テスタロッサに乗るイシダは今作ではゲンバラ・アバランシェに乗っている。後のWMMT4以降は悪魔のZ復活編でイシダ本人が登場する。
- 第86話 - 第90話 「地上のゼロ編」

S2000に乗るユウジは今作ではロードスターに乗っている。後のWMMT6では原作通りS2000に乗り、10話構成となって前編と後編に分かれる。
- 第91話 - 第95話 「FDマスター編 －前編－」
- 第96話 - 第100話 「FDマスター編 －後編－」

RX-7に乗る荻島は今作ではカラーリングがピュアホワイトとなっている。後のWMMT6ではカラーリングがパープリッシュブルーメタリックとなり原作通りとなった。
分身対戦モード
基本は、「3」と変更点は無いが、新たに「マキシコイン」が追加され、デモ画面上に乱入対戦モードで撃墜星が表示されるように、獲得したマキシコインが表示される。ゲットできるコインは、基本は1勝につき1枚だが、リベンジ成功で2枚、最強分身を塗り替えると3枚、全ての最強分身を塗り替えると10枚貰える。また、レベル選択枠が初級、中級、上級、最強戦の4段階だったのが、「Ver.C」より、Lv.1〜9と最強戦の10段階に変更された。また、公式ページの未来研通信にも取り上げられた『スッテカー』も、「C」で修正されている。
10人抜きモード
基本的に変更点は無いが、「レベル?」は荻島を加えた「32人抜き」になった他、新コースの「名古屋高速環状」が追加されている。
タイムアタックモード
前作まで、ストーリモードを80話クリアしていなくてもあらかじめフルチューン状態だった「オフィシャルカー」が廃止された他、「湾岸線東行き」と、「横羽線上り」が廃止になり、一部のコースのスタートランプも変更されている。
乱入対戦モード
基本は前作と変更は無いものの、一部のスタートランプが廃止となった。その他、コース選択をコンピュータに任せる「おまかせ」が追加され、ランプ（箱根は往路 or 復路）は、ルーレット方式のランダム選択となった他、演出の面でも撃墜星の画面では星1000個以上で、動物や獣などが星のバックに現われるようになった。また、新コースの「名古屋高速環状」は、ほぼオーバルコース状で、スタート地点は、一箇所で途中の分岐が無いシンプルなコースであるが、高低差やバンクカーブなど案外難易度のあるコースである。
その他
ハイエースの3人称視点が改良され従来よりも見やすくなった。
箱根はロータリーを回り少し進んだところがゴールになっている。3では先行車（ロータリーを出た後）が、遅れている車（ロータリーに入る前）に正面衝突すると宙を舞っていたが、3DXから正面衝突ではなくすり抜けるようになっている。

### 前作からの引き継ぎ
今作の引き継ぎでは、前作のデータをタイムアタック記録と称号以外は、レースメーターなどの無敗特典を含め、ほぼすべて引き継ぎされる。
すべてのカードは有敗・無敗に関わらず一律無敗から開始となる。
前作でその周回の80話を完了していれば、その周回数も引き継ぎされ、その周回の81話から開始となるが（例1）、前作で80話満たずに引き継いだ場合は、そのままその周回数の81話からスタートとなり（例2）、全100話を無敗でクリアしたら「3DX」の無敗特典が手に入る。なお、不足している話は自動的に補完される。
例1:2周目の0話以上（80話以上）までクリア→「3DX」に引き継ぎ→2周目の81話（181話）からスタート。
例2:1周目の79話までクリア→「3DX」に引き継ぎ→81話からスタート。
これにより、すべての引継ぎカードは、追加された20話分（81話 - 100話）をクリアしないと825馬力になることもできない。

## 3DX PLUSのゲーム概要
- 2010年3月4日に稼動された『3DX』のバージョンアップ版。

新車種にNISSAN GT-R（R35）、NISSAN SKYLINE GT-R（KPGC10）、新コースに福岡都市高速、分身対戦モードでは新たなドレスアップパーツが追加、そして新しいBGMが4曲追加された。
| エリア           | コース名               | スタートランプ（又は地点） |
| ---------------- | ---------------------- | -------------------------- |
| C1               | C1内回り               | 汐留ランプ                 |
| C1               | C1内回り               | 神田橋ランプ               |
| C1               | C1外回り               |                            |
| C1               | 芝公園ランプ           |                            |
| 新環状           | 新環状左周り           | 有明ランプ                 |
| 新環状           | 新環状右周り           | 木場ランプ                 |
| 湾岸線           | 湾岸線東行き           | 大黒ふ頭ランプ             |
| 湾岸線           | 湾岸線東行き           | 空港中央ランプ             |
| 湾岸線           | 湾岸線西行き           |                            |
| 湾岸線           | 臨海副都心ランプ       |                            |
| 横羽線           | 横羽線上り             | 汐入ランプ                 |
| 横羽線           | 横羽線上り             | 羽田ランプ                 |
| 横羽線           | 横羽線下り             |                            |
| 横羽線           | 芝浦ランプ             |                            |
| 名古屋           | 名古屋高速環状         | 丸の内ランプ               |
| 大阪             | 阪神高速環状           | 道頓堀ランプ               |
| 福岡             | 福岡都市高速（西行き） | 姪浜ランプ                 |
| 福岡             | 福岡都市高速（西行き） | 博多駅東ランプ             |
| 福岡             | 福岡都市高速（東行き） | 西公園ランプ               |
| 福岡             | 福岡都市高速（東行き） | 半道橋ランプ               |
| 箱根             | 箱根                   | 往路                       |
| 箱根             | 箱根                   | 復路                       |
| 首都高一周[注 5] | 東京エリア             |                            |
| 首都高一周[注 5] | 神奈川エリア           |                            |
ストーリー
目だった変更はないものの、流れるBGMが変更された話がある（例：第1話 - Get Down to the Drive → Stay Where You are）。
分身対戦モード
新たなコースに、アップダウンの激しい「福岡都市高速」の追加により、選択できるエリアが全部で8つになった。その他に、新たなドレスアップパーツが多数追加された。
10人抜き・乱入対戦モード
基本的に変更点は無いが、新コースの「福岡都市高速」が追加された。
タイムアタックモード
「福岡都市高速」が追加されたほか、「新環状右回り」がレインボーブリッジを通るショートコースに変更され、スタート地点もC1内回り・汐留JCT付近になった。
その他
- 「イベントモード」が追加された。これは大会専用モードで店舗側が設定する必要がある。これの設定をすると無条件でフリープレイ、勝ち残りなしとなり、全員エントリー完了してからゲーム・レース開始となる（カードなしでもプレイ可能だが廃車カード・プレゼントカードは使用不可、更新が発生するカードであってもプレイできる）。レース終了後にゲームオーバー画面まで常に順位が表示され、称号・走行距離画面が省略される。
- チューニング状態に合わせて、「P（パワー）：○○」と「H（ハンドリング）：○○」が、取得または設定した数値で○○に「バランス」として記載されるようになり、最終プレイでの状態がチューニングカードに印刷されるようになった。
- NISSAN GT-R(R35)のみ、仕様に関わらず「チューニング」が「ステップアップ」になる。ステップアップゲージ取得画面で、「○○馬力」ではなく「STEP○○」と表示され、チューニングカードの馬力が印字される部分も「STEP○○」と印字される。
- 現在、NISSAN GT-R(R35)には、仕様に関わらずドレスアップパーツを装着することができない（更新時のカラーも追加されない）。
- カードを入れてゲームを開始するとき、誤って使用済カードを入れると、カードの新規作成のときエラーカード（使用済とのみ書かれたカード）が出たりストーリーの進行状況やエアロパーツが新規作成車種（R35 GT-Rにもホイールが引き継がれる）に引き継がれたカードが出るというトラブルが発生した。そのため公式サイトや各店舗では注意を促している。これに関してはVer.Bで修正された模様。

### 前作からの引き継ぎ
今作の引き継ぎでは、前作と同じく、タイムアタック記録と称号以外のデータは、ほぼすべて引き継ぎされる。
すべてのカードは有敗・無敗に関わらず一律無敗から開始となる。
MAXIMUM TUNE 3からも引継ぎ可能、上記とほぼ同一だが走行距離が10000km以上だと10000kmからのスタートとなる。